# Parlamentswahl in Tuvalu 2015
Die Parlamentswahl in Tuvalu 2015 fand am 31. März 2015 statt, nachdem die Wahl bereits zwei Mal verschoben werden musste. Es traten nur Einzelkandidaten an, da es keine politischen Parteien in Tuvalu gibt.
Drei der 15 Parlamentarier der vorherigen Legislaturperiode wurden ohne Wahl im Amt bestätigt, da sie ohne Gegenkandidaten antraten, unter ihnen der amtierende Premierminister Enele Sopoaga. Er übernahm am 1. August 2013 während der vorherigen Legislaturperiode das Amt des Premierministers nach der Amtsenthebung seines Vorgängers Willy Telavi. In der Wahl 2015 wurde er in diesem Amt bestätigt.

## Hintergrund
Am ursprüngliche Wahltermin, den 19. März 2015, war ein großer Teil der Bevölkerung in Folge des am 14. März verhängten Notstands vor dem Taifun Pam evakuiert worden. Der nun auf den 26. März festgesetzte Wahltermin musste jedoch ein zweites Mal verschoben werden.
Um die 15 Sitze bewarben sich 31 Kandidaten, darunter alle Mitglieder des aufgelösten Parlaments. Frauen sind hierbei mit nur drei Kandidatinnen noch immer unterrepräsentiert.

## Wahlergebnis
Die Wahllokale waren von 8 Uhr bis 16 Uhr geöffnet. Nach Schließung der Wahllokale begann die Auszählung der Stimmen in den 12 Wahlstationen.
Die Regierungsfraktion konnte ihre absolute Mehrheit von elf Sitzen gegenüber der Opposition mit vier Sitzen verteidigen. Von den 15 angetretenen bisherigen Parlamentariern wurden zwölf wiedergewählt.
| Wahlkreis  | Einwohner Stand 2010 | Atoll/Insel          | Gewählte Abgeordnete                                                      |
| ---------- | -------------------- | -------------------- | ------------------------------------------------------------------------- |
| Funafuti   | 4492                 | Funafuti             | Kausea Natano (38 Prozent) Sir Kamuta Latasi (33)                         |
| Nanumanga  | 589                  | Nanumanga            | Monise Lafai (36) Otinielu Tausi (37)                                     |
| Nanumea    | 664                  | Nanumea              | Maatia Toafa (33) Satini Manuella (33,3)                                  |
| Niutao     | 698                  | Niuato und Niulakita | Fauoa Maani (23) Samuelu Teo (28,5)                                       |
| Nui        | 548                  | Nui                  | Mackenzie Kiritome (27) Puakena Boreham (26,0)                            |
| Nukufetau  | 586                  | Nukufetau            | Enele Sopoaga (ohne Gegenkandidaten) Lotoala Metia (ohne Gegenkandidaten) |
| Nukulaelae | 393                  | Nukulaelae           | Namoliki Sualiki (ohne Gegenkandidaten)                                   |
| Vaitupu    | 1591                 | Vaitupu              | Apisai Ielemia (34) Taukelina Finikaso (30,5)                             |

## Nachwahlen
Seit Einführung des neuen Parlaments 2015 fanden Nachwahlen statt.
| Wahlkreis | Datum     | Ehemaliger Abgeordneter | Grund                                                   | Neuer Abgeordneter  | Auswirkungen                           |
| --------- | --------- | ----------------------- | ------------------------------------------------------- | ------------------- | -------------------------------------- |
| Vaitupu   | Juli 2017 | Apisai Ielemia          | vom Amt aufgrund Verurteilung wegen Korruption enthoben | Isaia Vaipuna Taape | Mehrheit der Regierung bleibt erhalten |